# Michael Trizano
Michael Trizano (Nova Iorque, 31 de dezembro de 1991) é um lutador americano de artes marciais mistas, atualmente competindo no peso pena do Ultimate Fighting Championship.

## Carreira no MMA

### Ultimate Fighting Championships
Trizano fez sua estreia no UFC em 16 de julho de 2018 no The Ultimate Fighter 27 Finale contra Joe Giannetti. Ele venceu por decisão dividida.
Em 10 de novembro de 2018, Trizano enfrentou Luis Peña no UFC Fight Night: Korean Zombie vs. Rodríguez. Ele venceu por decisão dividida.
Trizano enfrentou Grant Dawson em 18 de maio de 2019 no UFC Fight Night: dos Anjos vs. Lee. Ele perdeu por finalização no segundo round.

## Cartel no MMA
| Cartel no MMA   |            |            |
| 11 lutas        | 9 vitórias | 2 derrotas |
| Por nocaute     | 2          | 0          |
| Por finalização | 2          | 1          |
| Por decisão     | 5          | 1          |

| Res.    | Cartel | Oponente       | Método                  | Evento                                       | Data       | Round | Tempo | Local                         | Notas                                                           |
| ------- | ------ | -------------- | ----------------------- | -------------------------------------------- | ---------- | ----- | ----- | ----------------------------- | --------------------------------------------------------------- |
| Derrota | 9-2    | Hakeem Dawodu  | Decisão (unânime)       | UFC Fight Night: Hermansson vs. Strickland   | 05/02/2022 | 3     | 5:00  | Las Vegas, Nevada             |                                                                 |
| Vitória | 9-1    | Ľudovít Klein  | Decisão (unânime)       | UFC on ESPN: Rodriguez vs. Waterson          | 08/05/2021 | 3     | 5:00  | Las Vegas, Nevada             |                                                                 |
| Derrota | 8–1    | Grant Dawson   | Finalização (mata leão) | UFC Fight Night: dos Anjos vs. Lee           | 18/05/2019 | 2     | 2:27  | Rochester, New York           | Volta aos Penas.                                                |
| Vitória | 8–0    | Luis Peña      | Decisão (dividida)      | UFC Fight Night: Korean Zombie vs. Rodríguez | 10/11/2018 | 3     | 5:00  | Denver, Colorado              |                                                                 |
| Vitória | 7–0    | Joe Giannetti  | Decisão (dividida)      | The Ultimate Fighter: Undefeated Finale      | 06/07/2018 | 3     | 5:00  | Las Vegas, Nevada             | Volta aos Leves. Ganhou o The Ultimate Fighter 27.              |
| Vitória | 6–0    | Mike Otwell    | Finalização (anaconda)  | Bellator 186                                 | 03/11/2017 | 2     | 2:07  | University Park, Pennsylvania |                                                                 |
| Vitória | 5–0    | James Gonzalez | Decisão (unânime)       | Ring of Combat 60                            | 15/09/2017 | 3     | 5:00  | Atlantic City, New Jersey     | Ganhou o Cinturão Peso Pena do ROC.                             |
| Vitória | 4–0    | Eddie Lenoci   | TKO (punches)           | Ring of Combat 59                            | 02/06/2017 | 2     | 0:34  | Atlantic City, New Jersey     | Volta aos Penas.                                                |
| Vitória | 3–0    | Tim Kunkel     | Nocaute (socos)         | Maverick MMA 1                               | 07/04/2017 | 1     | 0:51  | Stroudsburg, Pennsylvania     | Estreia nos Leves; Ganhou o Cinturão Peso Leve do Maverick MMA. |
| Vitória | 2–0    | Raul Gonzales  | Finalização (mata-leão) | Ring of Combat 55                            | 03/06/2016 | 1     | 3:59  | Atlantic City, New Jersey     |                                                                 |
| Vitória | 1–0    | James Gonzalez | Decisão (unânime)       | Ring of Combat 54                            | 04/03/2016 | 3     | 3:00  | Atlantic City, New Jersey     | Estreia nos Penas.                                              |